# 蝦仁羹

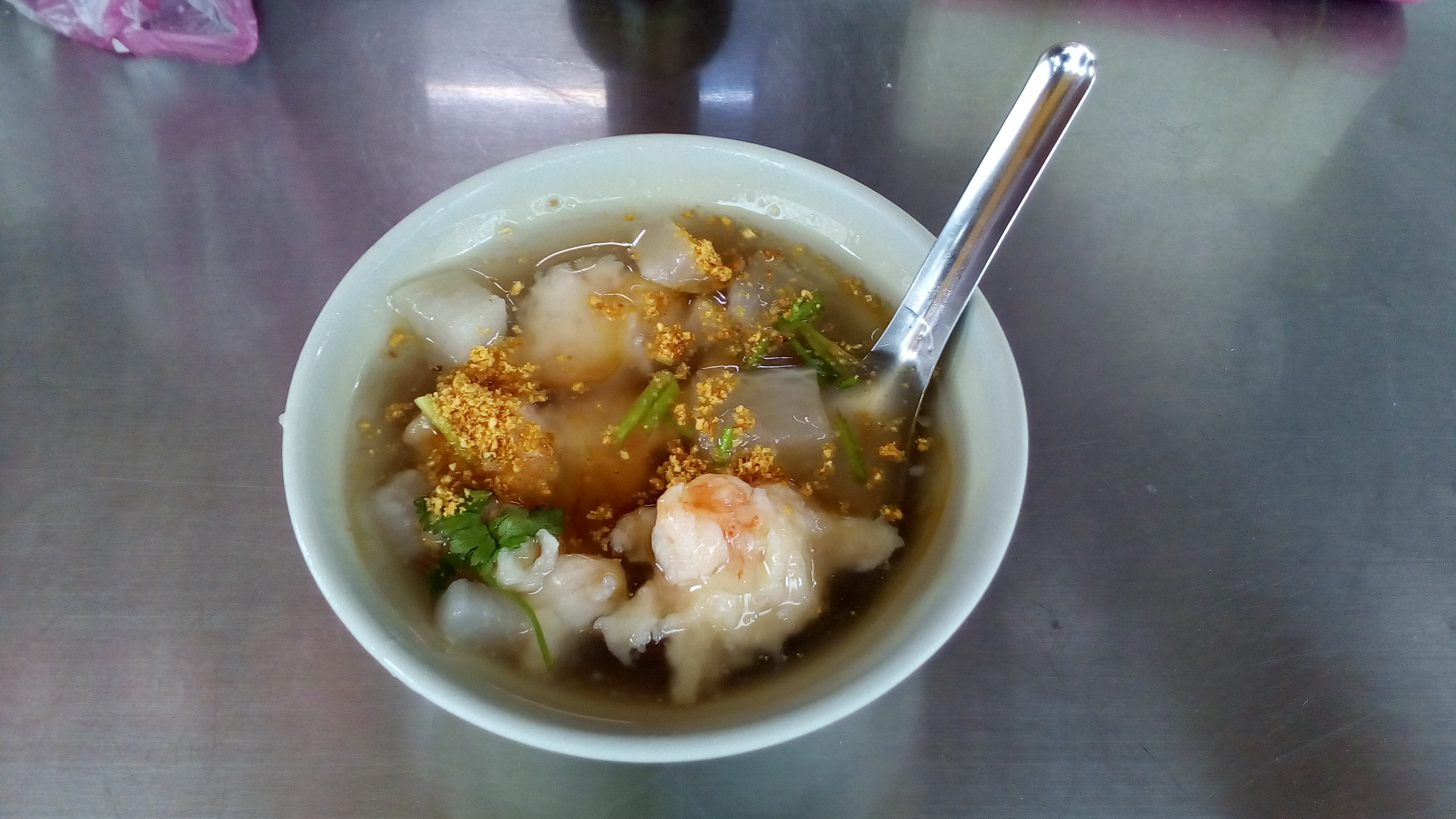
台北捷運雙連站旁攤販販賣的蝦仁羹

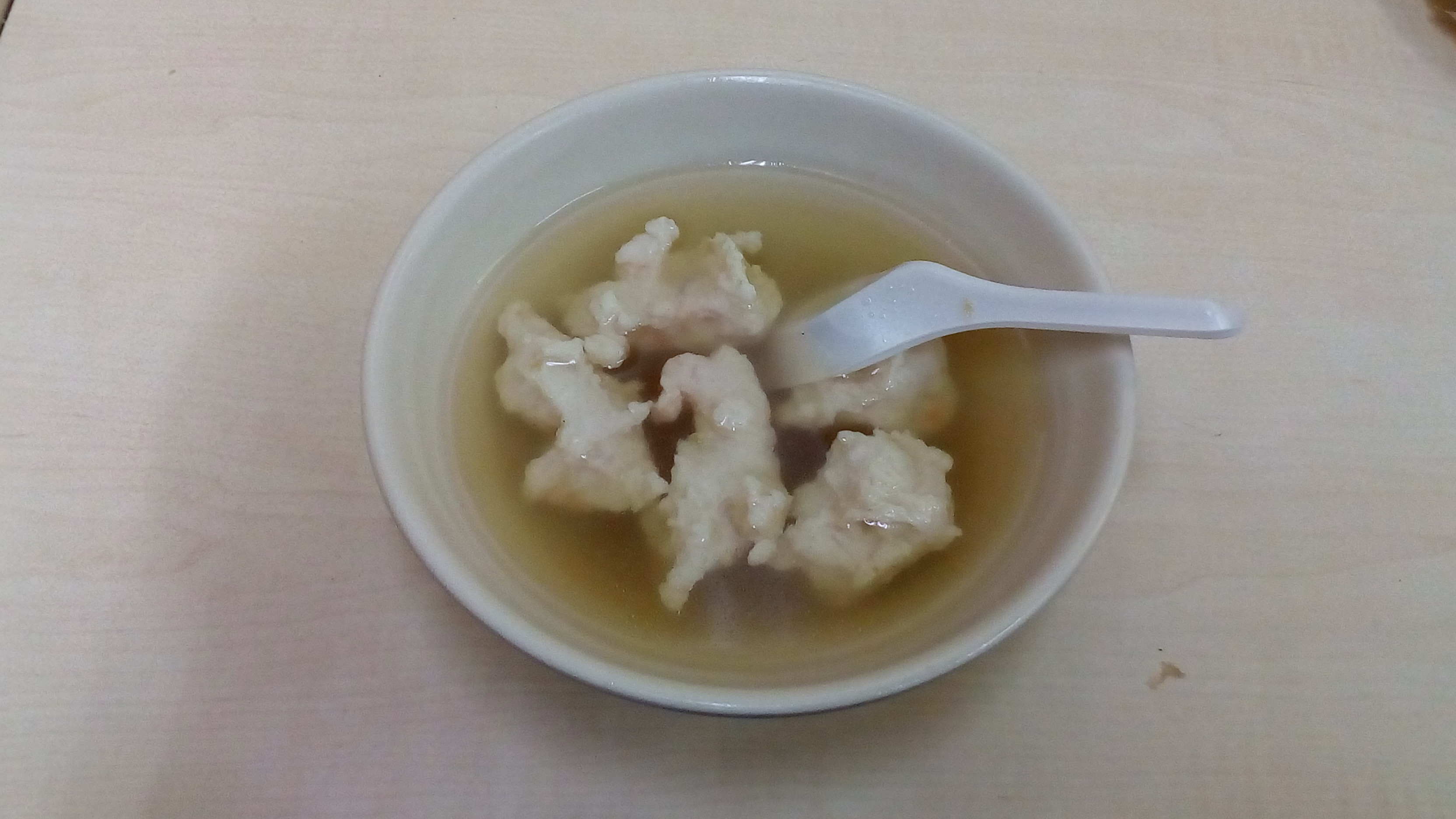
一碗清爽鮮甜的蝦仁羹堪稱經典臺灣美食。

蝦仁羹（亦為蝦仁焿）是海鮮羹湯之一；食用普及度仍不及蚵仔漣及花枝羹、魷魚羹。

## 製作
- 新鮮蝦仁去殼剁碎加蛋、麵粉成蝦漿，以手擠捏塊粒置於沸水。
- 餘作法請參見肉羹。
- 蝦仁羹顏色紅、白參半，並帶些許甜味，賣相佳且營養美味。